# Callabraxas
Callabraxas là một chi bướm đêm thuộc họ Geometridae.

## Các loài
- Callabraxas amanda Butler, 1880
- Callabraxas compositata (Guenée, 1857)
- Callabraxas convexa (Wileman, 1911)
- Callabraxas fabiolaria (Oberthür, 1884)
- Callabraxas intersectaria (Leech, 1897)
- Callabraxas liva (Xue, 1990)
- Callabraxas ludovicaria (Oberthür, 1880)
- Callabraxas nigritella (Xue, 1992)
- Callabraxas plurilineata (Walker, 1862)
- Callabraxas trigoniplaga (Hampson, 1895)